# Liliana Venâncio
Liliana da Silva Venâncio (født 19. september 1995 i Luanda, Angola) er en kvindelig angolansk håndboldspiller som spiller for Primeiro de Agosto og Angolas kvindehåndboldlandshold, som stregspiller.
Hun deltog ved VM 2015 i Danmark og VM 2019 i Japan.
Hun deltog også under Sommer-OL 2016 i Rio de Janeiro.